# Stagno di Porto Taverna
Lo stagno di Porto Taverna è una zona umida situata in prossimità della costa nord-orientale della Sardegna, alle spalle della spiaggia omonima. Amministrativamente appartiene al comune di Loiri Porto San Paolo.